# Acmaeodera barri
Acmaeodera barri är en skalbaggsart som beskrevs av Mont A. Cazier 1940. Acmaeodera barri ingår i släktet Acmaeodera och familjen praktbaggar. Inga underarter finns listade i Catalogue of Life.